# Cantos (Leopardi)
Los Cantos son un conjunto de poemas reunidos que constituyen la producción en verso más conocida de Giacomo Leopardi. Fueron escritos entre 1818 y 1836.

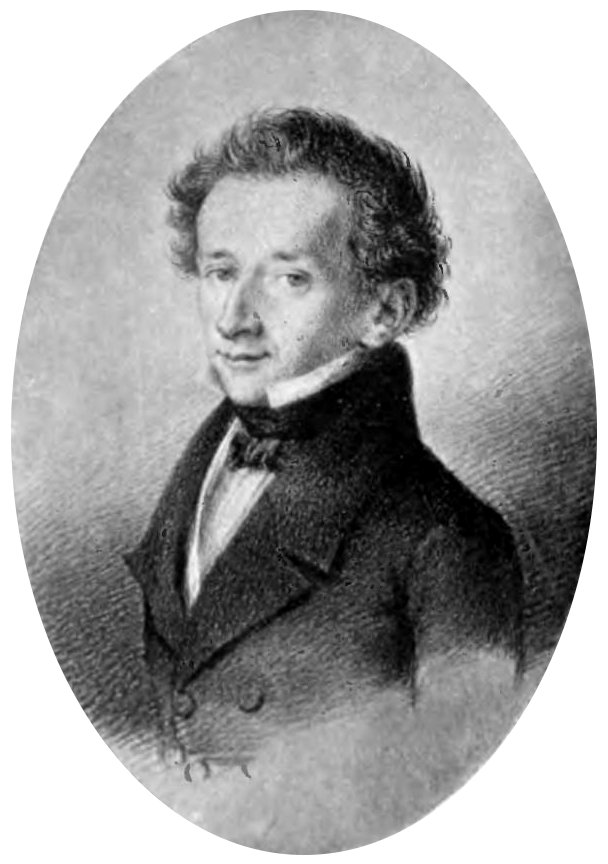
Leopardi

## Composición
La composición de los Cantos se produjo en cuatro fases, aunque el orden que siguen las colecciones no siempre es este:
- en la primera fase trata temas heroicos, canciones sobre el suicidio, temas de la naturaleza y el sentido de la vida. La voz poética parece provenir de lo antiguo y de la naturaleza, donde incluso la muerte se vuelve necesaria para perdurar poéticamente, la humanidad es heroica y caída, y el yo es memoria. Entre ellos destaca El infinito, el poema más conocido de Leopardi publicado previamente en «Idilli» (1819-1821).
- la segunda fase incluye los pequeños idilios y los llamados Cantos Pisano-recanatesi o grandes idilios (1828-1830)
- la tercera fase, denominada ciclo de Aspasia (1831-1834), está dedicada a Fanny Targioni Tozzetti, a quien conoció en Florencia, de quien se enamoró. El nombre Aspasia hace referencia a Aspasia de Mileto, una hetera amada por Pericles, el gran político y líder ateniense.
- la última fase (1834-1835) incluye los dos cantos "sepulcrales", la Palinodia, La ginestra e Il tramonto della Luna.

## Ediciones y críticas
La primera edición de los Cantos se publicó en 1831 en Florencia reuniendo gran parte de la producción poética anterior de Leopardi. Más tarde en 1835 se editó una versión ampliada con poemas posteriores en Nápoles y finalmente la edición definitiva póstumamente editada por su amigo Antonio Ranieri en 1845.
La lista y el orden de los poemas que componen la colección hacen referencia a la edición napolitana  de 1835 del editor Saverio Starita, Leopardi no quedó satisfecho ortográfica y tipográficamente con ella por lo que a esta edición se añadieron las modificaciones que el poeta realizó por sí mismo o por Antonio Ranieri en el ejemplar que obra en su poder, así como dos poemas posteriores, El ocaso de la luna y La ginestra; compuesto en Torre del Greco en 1836.
La edición de 1845 apareció luego con la editorial florentina Le Monnier, ocho años después de la muerte del poeta, editada por Ranieri. De aquí parten las ediciones modernas y comentadas, entre las que destacan la edición crítica de Francesco Moroncini (1927), la de Niccolò Gallo y Cesare Garboli (1949), la de Emilio Peruzzi (1981) y la de Giuseppe y Domenico De Robertis (1984).
A lo largo del siglo XIX fueron numerosas las traducciones parciales de su prosa y poesía. Una biografía en dos gruesos volúmenes, en la que intercaló traducciones de casi toda la obra poética del autor, es la de Carmen de Burgos, «Colombine», en 1911. En 1928 se publicó la de Miguel Romero Martínez (Poesías de G. Leopardi, Madrid: CIAP), en 1929 la del poeta colombiano Antonio Gómez Restrepo (Cantos, Roma, 1929).
El primero en divulgarlo en España fue Juan Valera (Sobre los cantos de Leopardi, 1855); siguió José Alcalá Galiano (Poetas líricos del XIX: Leopardi. Sección VII, 1870); Carmen de Burgos prologó una importante traducción en dos volúmenes (1911). Prestaron a su obra atención escritores como Miguel de Unamuno, Marcelino Menéndez Pelayo, Juan Luis Estelrich y Enrique Díez Canedo, entre otros muchos. Hay huella suya en la obra de poetas como Luis Cernuda, Rafael Alberti, Jorge Guillén, Carlos Barral, Carlos Clementson, Antonio Colinas y Andrés Trapiello. En español han aparecido en traducciones de Antonio Colinas (Galaxia Gutenberg, 2006), María de la Nieves Muñiz Muñiz (Cátedra, 2009) o Miguel Romero Martínez (Renacimiento, 2013, la traducción original de 1928).

## Los cantos
Están datados entre 1818 y 1836 (aunque el fragmento Spento il diurno ray parece ser anterior), la lista de Canti es la siguiente (las producciones juveniles, la cantica Apppressamento della morte, los Paralipomeni della Batracomiomachia y algunas letras inéditas excluidas por el propio Leopardi están excluidas):
- I. A Italia, canción de 7 estrofas (cada una de 20 versos) (Recanati, septiembre de 1818)
- II. Sobre el monumento a Dante, canción en 12 estrofas (cada una de 17 versos, excepto el último de 13 versos) (Recanati, septiembre-octubre de 1818)
- III. Ad Angelo Mai, canción en 12 estrofas (cada una de 15 versos) (Recanati, enero de 1820)
- IV. En las bodas de su hermana Paolina , canción de 7 estrofas (cada una de 15 versos) (Recanati, octubre-noviembre 1821)
- V. A un ganador en el baile, canción de 5 versos (cada uno de 13 versos) (Recanati, noviembre de 1821)
- VI. Brutus Minor, canción de 8 estrofas (cada una de 15 versos) (Recanati, diciembre de 1821)
- VII. Alla primavera, canción de 5 estrofas (cada una de 19 versos) (Recanati, enero de 1822)
- VIII. Himno a los patriarcas, endecasílabos sueltos (117 versos) (Recanati, julio de 1822)
- IX. Última canción de Safo, canción de 4 estrofas (cada una de 18 versos) (Recanati, 13-19 de mayo de 1822)
- X. El primer amor, tercera rima (103 versos) (Recanati, 1817-18)
- XI. El gorrión solitario, canción libre (59 versos) (Recanati, primavera de 1829 o 1830)
- XII. El infinito, endecasílabos sueltos (15 versos) (Recanati, 1819)
- XIII. La tarde de la fiesta, endecasílabos sueltos (46 versos) (Recanati, octubre de 1820)
- XIV. A la luna, endecasílabos sueltos (16 versos) (Recanati, 1819)
- XV. El sueño, endecasílabos sueltos (100 versos) (Recanati, diciembre de 1820)
- XVI. La vita solitaria, endecasílabos sueltos (107 versos) (Recanati, verano 1821)
- XVII. Consalvo, endecasílabos sueltos (151 versos) (Florencia, 1832)
- XVIII. Alla sua donna, canción de 5 estrofas (cada una de 11 versos) (Recanati, septiembre de 1823)
- XIX. Al conde Carlo Pepoli, endecasílabos sueltos (158 versos) (Bolonia, marzo de 1826)
- XX. El Risorgimento, 20 cuartetas dobles con un total de 160 versos (Pisa, 7-13 de abril de 1828)
- XXI. A Silvia, canción libre (63 versos) (Pisa, 19-20 de abril de 1828)
- XXIII. Los recuerdos, endecasílabos sueltos (173 versos) (Recanati, finales de agosto-17 de septiembre de 1829)
- XXIII. Canto nocturno de un pastor errante de Asia, canto libre (143 versos) (Recanati, 22 de octubre de 1829 – 9 de abril de 1830)
- XXIV. El silencio después de la tormenta, canción libre (54 versos) (Recanati, 17-20 de septiembre de 1829)
- XXV. El sábado del pueblo, canción libre (51 versos) (Recanati, finalizada el 29 de septiembre de 1829)
- XXVI. El pensamiento dominante, canción libre (147 versos) (Florencia, antes de octubre de 1831)
- XXVII. Amor y Muerte, canción libre (124 versos) (Florencia, 1832)
- XXVIII. A sí mismo, estrofa de endecasílabos y heptasílabos con un total de 16 versos (Florencia, antes de septiembre de 1833)
- XXIX. Aspasia, endecasílabos sueltos (112 líneas) (Nápoles, primavera de 1834)
- XXX. Sobre un antiguo bajorrelieve sepulcra, canto libre (109 versos) (Nápoles, 1834-35)
- XXXI. Sobre el retrato de una bella mujer, canción libre (56 versos) (Nápoles, 1834-35)
- XXXII. Palinodia al marqués Gino Capponi, endecasílabos sueltos (279 versos) (Nápoles, 1835)
- XXXII. El ocaso de la luna, canción libre (68 versos) (Villa Ferrigni, 1836)
- XXXIV. La ginestra o La flor del desierto, canción libre (317 versos) (Villa Ferrigni, 1836)
- XXXV. Imitación, estrofa de endecasílabos y heptasílabos para un total de 13 versos (Recanati, 1818)
- XXXVI. Scherzo, estrofa de endecasílabos y heptasílabos para un total de 18 versos (Pisa, 15 de febrero de 1828)

Fragmentos:
- XXXVII. Odas, Melisso, endecasílabos sueltos (29 versos) (Recanati, 1819)
- XXXVIII. Yo aquí vagando por el borde, tercera rima (15 versos) (Recanati, 1818)
- XXXIX. El rayo de luz del día se apaga en occidente , tercera rima (76 versos) (Recanati, noviembre-diciembre de 1816)
- XL. Del griego de Simónides, estrofa de endecasílabos y heptasílabos para un total de 33 versos (Recanati, 1823-24)
- XLI. De la misma , estrofa de endecasílabos y heptasílabos para un total de 24 versos (Recanati, 1823-24)

Sólo en algunas ediciones:
- Los nuevos creyentes, capítulo ternario (109 versos) (Nápoles, 1836)

## Inspiración
Las influencias para los Cantos que se citan son Giuseppe Parini, Vittorio Alfieri, Ugo Foscolo y Vincenzo Monti, pero se sabe que también estudió durante mucho tiempo a Petrarca, para quien editó una edición del Canzoniere, y a Torquato Tasso.